# Baipás coronario
Baipás coronario es la derivación  vascular o revascularización en el corazón usada para tratamiento de obstrucciones en su irrigación o arterias coronarias generalmente por ateromas, mediante la cual se toma una parte de otra vena o arteria corporal, un extremo se une a la arteria aorta para conseguir aporte de sangre y el otro al sector coronario que se encuentra más allá de la obstrucción. Es la cirugía de derivación o baipás vascular más usada.

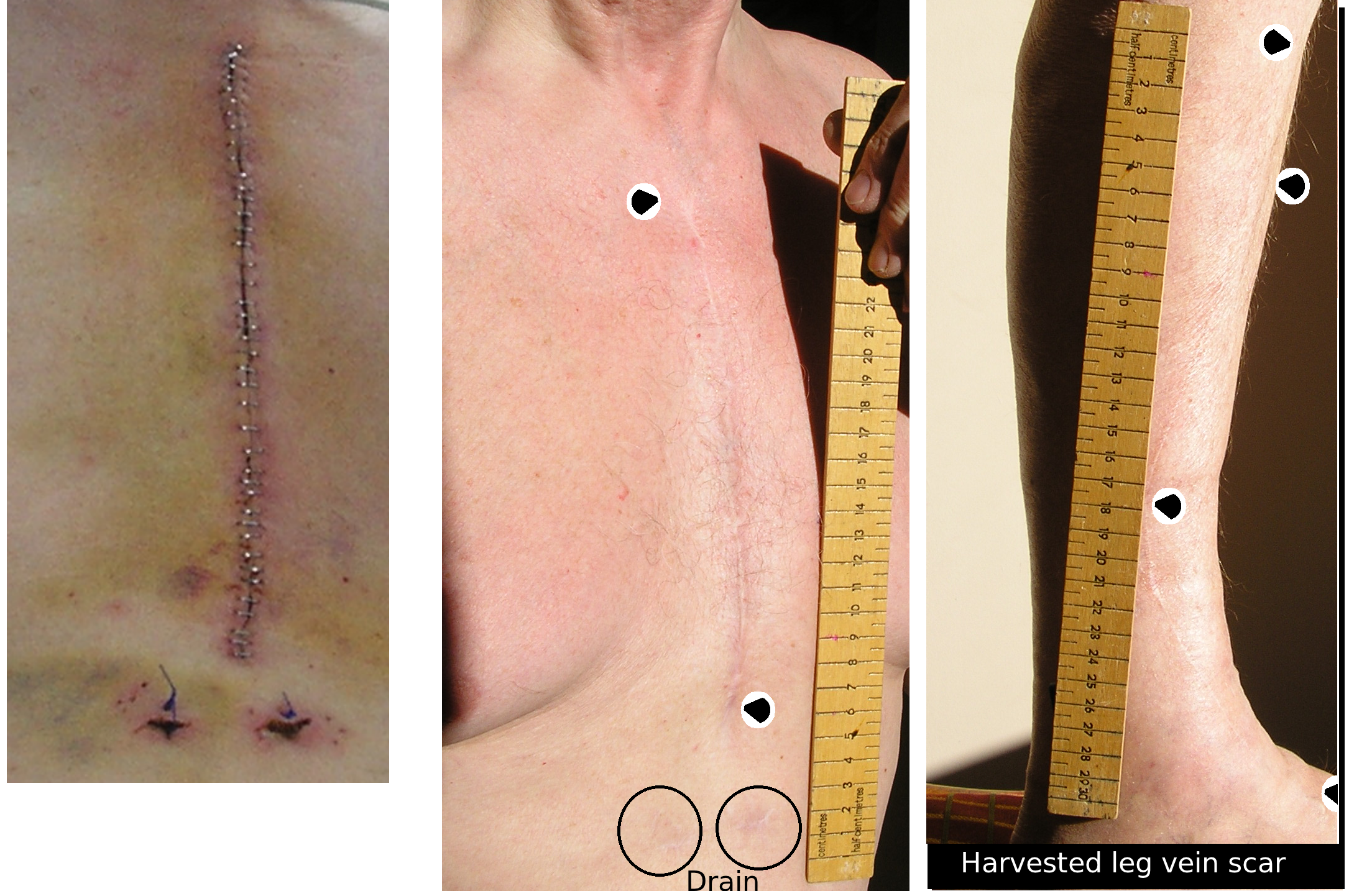
Paciente de baipás con una cicatriz residual casi invisible.

También se le llama baipás aortocoronario con injerto, derivación aortocoronaria o revascularización miocárdica quirúrgica. Igualmente en la literatura se puede  encontrar con el nombre de puentes coronarios. En francés se denomina "pontage".
La primera cirugía de revascularización coronaria se llevó a cabo en los Estados Unidos el 2 de mayo de 1960, en el Colegio de Medicina Albert Einstein, Bronx Municipal Hospital Center por un equipo dirigido por Robert Goetz y  Michael Rohman, con la asistencia de Haller Jordania y Ronald Dee. La técnica fue perfeccionada hacia mayo de 1967 en la Cleveland Clinic, por el médico cardiocirujano argentino René Favaloro con el injerto de vena safena, técnica usada hasta el día de hoy.

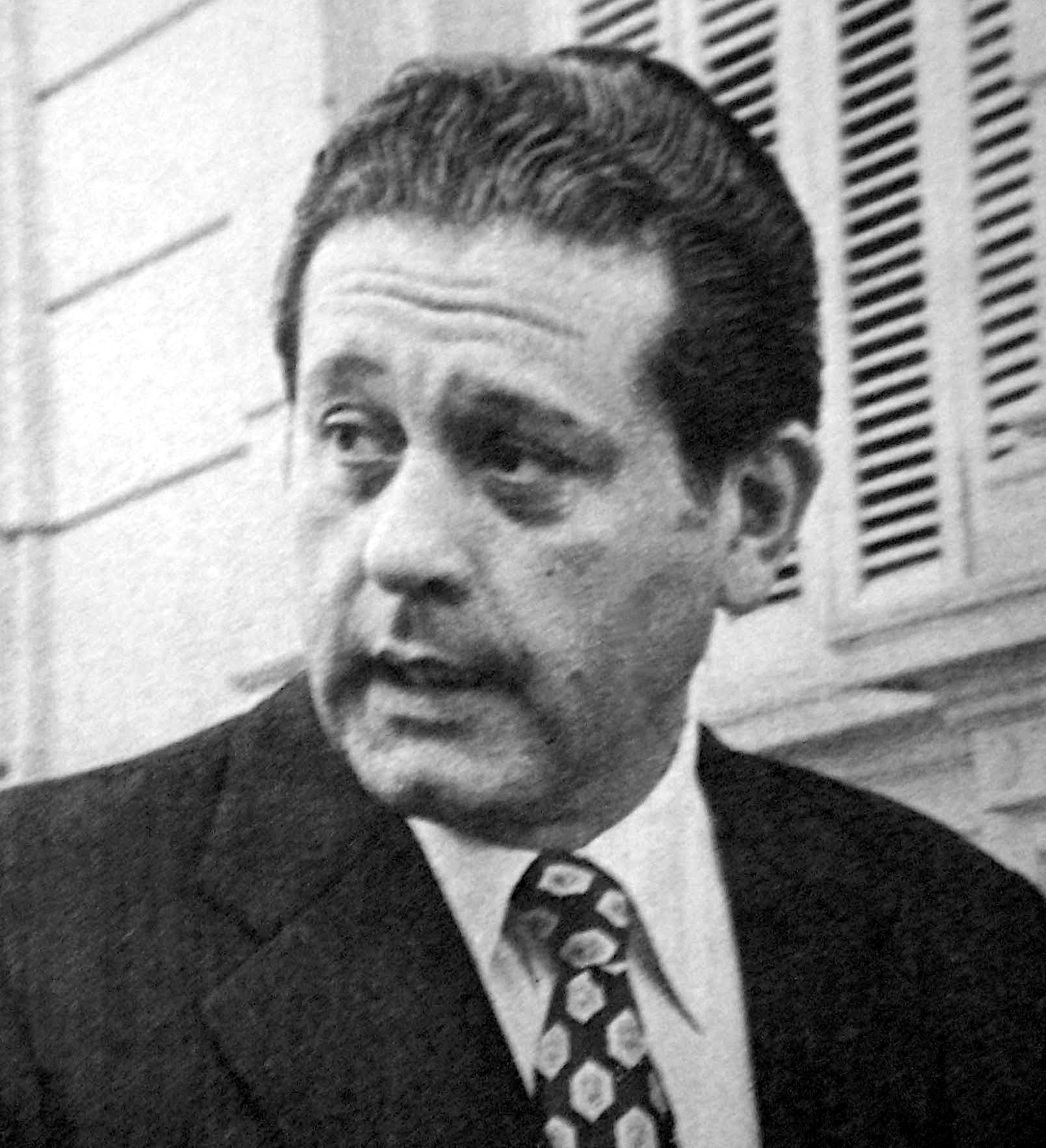
René Favaloro, cirujano argentino.

La cirugía de desviación coronaria o de revascularización miocárdica revolucionó el tratamiento de las complicaciones o efectos de la aterosclerosis coronaria.

## Etapas de una derivación coronaria
Generalmente el proceso tiene las siguientes etapas pero el médico puede tomar o recomendar medidas distintas en cada caso particular:

### Síntomas y el diagnóstico
El síntoma más común de la aterosclerosis coronaria es la angina de pecho. Cuando se presenta en forma gradual, le permite al cardiólogo solicitar un estudio de medicina nuclear, denominado SPECT. Por medio de este estudio se puede observar la extensión y gravedad de la enfermedad.
El diagnóstico certero de la enfermedad lo brinda el cateterismo cardíaco o coronariografía. Por medio de este estudio se puede precisar la localización, la cantidad y el tipo de obstrucciones y definir el tipo de tratamiento que se va a seguir.

### Indicación de la cirugía
Se recomienda la cirugía de baipás para los siguientes casos:
- Obstrucción del tronco de la arteria coronaria izquierda.
- Obstrucción proximal de dos o tres arterias epicárdicas (coronaria derecha, circunfleja o descendente anterior).
- Obstrucción proximal de la descendente anterior en la cual es imposible realizar una angioplastia coronaria.

### Prequirúrgico
Antes de la cirugía se les hace a los pacientes un examen físico que permite detectar enfermedades coexistentes. También se realizan estudios para prevenir complicaciones y planificar una estrategia en particular en caso de poseer el paciente una enfermedad concomitante:
- Hemograma, hepatograma, urea, creatinina, ionograma, glucemia, colesterol total, análisis de orina.
- Serología.
- Estudios serológicos para VIH, hepatitis B y C, enfermedad de Chagas, brucelosis.
- Grupo y factor RH.
- Radiografía de tórax.
- Preparación terapéutica previa al tratamiento mediante contrapulsación externa (ECP) si no existe contraindicación.
- Estudios de función pulmonar y evaluación neumonológica en pacientes con antecedentes respiratorios.
- Interconsulta con psicopatología.
- Estudios de los vasos del cuello con eco-Doppler en pacientes mayores de 60 años.

### Internación
En caso de tratarse de una cirugía programada, la internación se realiza el día previo a la cirugía. El paciente es evaluado nuevamente y el anestesiólogo le informará sobre la anestesia y la sedación previa al procedimiento.

### Anestesia
Los medicamentos que se emplean en la actualidad en la anestesia son seguros y conocidos y tienen menos efectos secundarios que en el pasado. Gracias al desarrollo de la electromedicina ha mejorado el control que se tiene del paciente. Durante la cirugía, el anestesiólogo vigilará constantemente los signos vitales así como la profundidad anestésica.

### Obtención de conductos
Las desviaciones o puentes se realizan con conductos, ya sean arteriales o venosos, sobre la lesión coronaria.
La arteria más utilizada es la mamaria interna. Dicha arteria se encuentra en el tórax, cerca del corazón y no posee una función vital. Además, por causas desconocidas, esta arteria rara vez es afectada por la aterosclerosis. Esta arteria puede ser diseccionada y conectada en la arteria coronaria obstruida. Generalmente se conecta en el sitio sano de la arteria descendente anterior para saltear la obstrucción.
También se utiliza la arteria radial, que se extrae del brazo, sin dejar secuela alguna y es conectada a otras arterias. Los conductos venosos se obtienen habitualmente de la vena safena del miembro inferior. Se extraen en condiciones de extrema asepsia y se conectan entre la aorta y la arteria coronaria, para saltear la obstrucción.

### Vía de abordaje
Para la realización de los puentes es necesario ingresar al tórax del paciente. La manera habitual de abordarlo es por medio de la denominada esternotomía media, que consiste en la apertura del esternón. Este método es seguro y permite al cirujano trabajar en forma cómoda y poder realizar procedimientos complejos. Al finalizar los puentes se une el esternón con alambre de acero inoxidable especial para este tipo de cirugía.
Otra vía de abordaje —sólo se utiliza en casos especiales— es la minitoracotomía. Se realiza por medio de una mínima incisión de 10 cm a la altura del cuarto espacio intercostal izquierdo.

### Realización de puentes o desviaciones
Los puentes o desviaciones se pueden realizar con o sin circulación extracorpórea según la complejidad del procedimiento y las características del paciente.
La cirugía de desviación con circulación extracorpórea es la manera habitual de realizar ese procedimiento. Este dispositivo permite detener el corazón para realizar los puentes con mayor facilidad.
El corazón es protegido durante el período en que se detiene con sustancias denominadas "cardiopléjicas", que preservan las células cardíacas hasta que se reinicia la circulación coronaria.
La cirugía de baipás sin circulación extracorpórea se realiza enlentenciendo la frecuencia cardíaca y realizando los puentes sin que este se detenga. Esta metodología posee algunas ventajas pero se emplea solo en casos menos complejos.
La arteria mamaria se conecta por su extremo inferior a la arteria descendente anterior, por medio de una sutura con hilos especiales.
La arteria radial debe ser suturada en sus dos extremos, uno en la arteria aorta y otro en la arteria coronaria obstruida.
El puente venoso se coloca en los dos extremos al igual que la arteria radial.
Una vez concluidos los puentes, se reinicia la actividad del corazón, aumentando su temperatura y aplicando una pequeña descarga eléctrica.

### Recuperación
Después de la cirugía, la recuperación tiene lugar en las siguientes áreas:
primeras 24 horas: en recuperación cardiovascular.
2º y 3.er día: en la unidad de cuidados intensivos telemétricos.
4º y 5º día: en cuidados intermedios.
Por lo general, el alta hospitalaria se produce a partir del 6º día. Siendo ya solamente requerida la revisión del paciente una vez cada 5 años.

### Beneficios
La cirugía de baipás ha demostrado los siguientes beneficios:
- Mejoría de la calidad de vida: en la mayoría de los pacientes desaparecen los síntomas. Puede reiniciar su actividad plenamente. Se aconseja en caso de no existir contraindicación, una rehabilitación cardiovascular en centros especializados.

- Mejoría de la expectativa de vida: La cirugía de desviación demostró que puede prolongar la vida por  sobre el tratamiento médico en los pacientes con indicación quirúrgica. Importantes estudios con series numerosos pacientes como el estudio Europeo, el CASS y el estudio de veteranos de los EUA confirman este hecho.

Es importante remarcar que la cirugía de desviación no cura la aterosclerosis coronaria; sólo es un procedimiento paliativo. Por ello el control de los factores de riesgo es fundamental para el éxito de la cirugía a lo largo de los años y para detener la progresión de la enfermedad.
Baipás mínimamente invasivo
El baipás coronario mínimamente invasivo se realiza a través de incisiones pequeñas y la intervención puede realizarse sin detener el corazón. Algunos pacientes pueden incluso salir del hospital en las 48 horas siguientes. Esta operación solo se realiza en pacientes en los que se pueda realizar el baipás a través de esta incisión de menor tamaño y cuyo riesgo de complicaciones sea bajo.